# Plateau du Karst
Pour les articles homonymes, voir Karst et Kars (homonymie).
Le plateau du Karst, aussi appelé haut-plateau karstique ou plus simplement Karst, en croate et en slovène Kras, en italien Carso, en frioulan Cjars, en allemand Karst, est un haut plateau rocheux calcaire des Alpes dinariques qui s'étend du nord-est de l'Italie, aux pieds des Alpes juliennes (dans les provinces de Gorizia et de Trieste, dans la région autonome du Frioul-Vénétie Julienne) jusqu'au massif des Alpes Velebit à l'extrême nord-ouest de la Croatie, en Istrie, en passant par la partie occidentale de la Slovénie. Il s'étend donc sur trois États. 

## Géographie

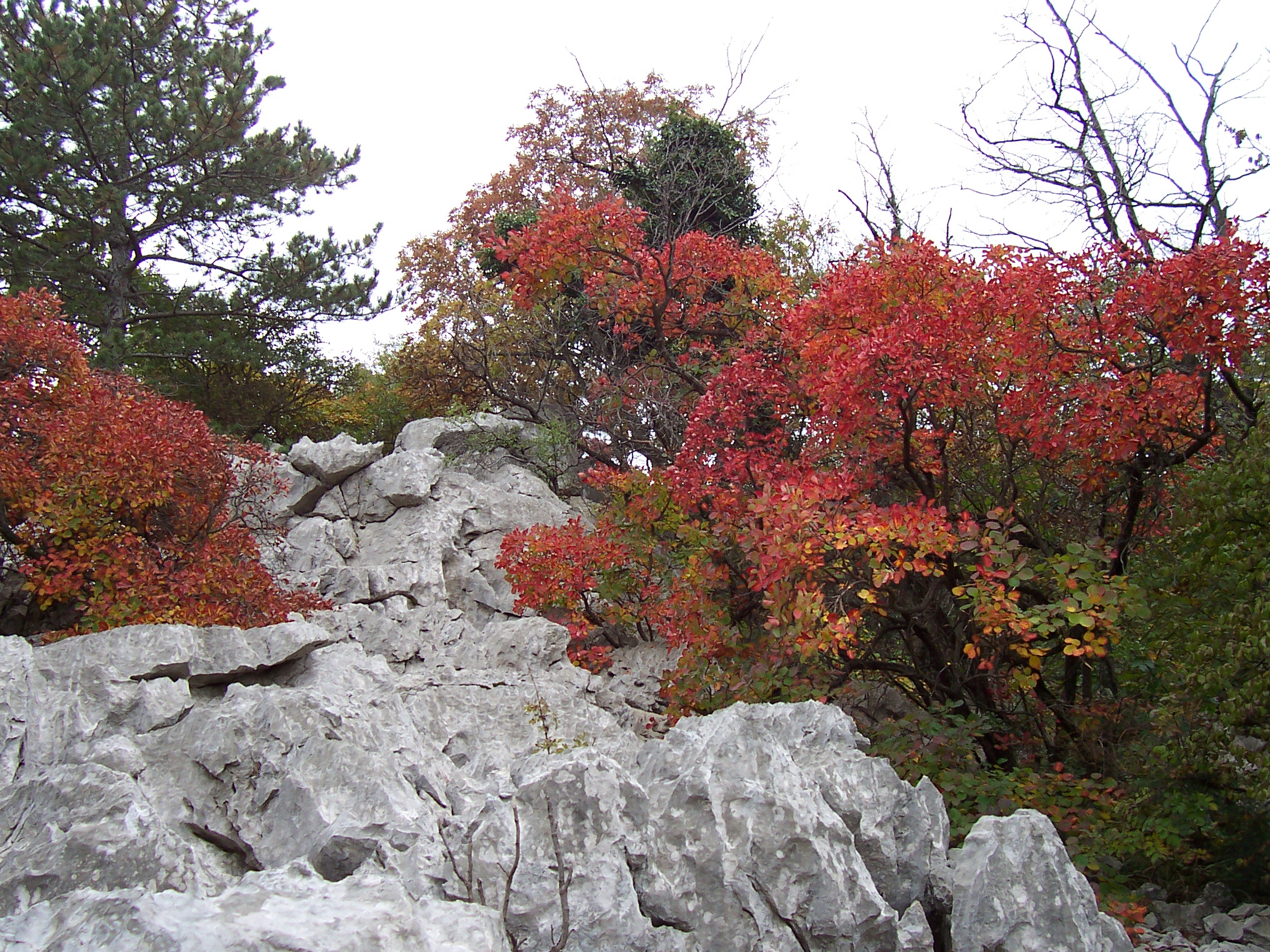
Le Carso italien à Duino-Aurisina.

Les roches calcaires étant dissoutes par les agents atmosphériques (en particulier par l'acide carbonique contenu dans la pluie), au fil du temps, ces roches ont pris diverses formes, donnant naissance au phénomène du karst (érosion karstique) dont un des aspects les plus marquants sont les dolines. Le Carso est riche de milliers de grottes de dimensions variables, ce qui a contribué au développement de très nombreuses sociétés de spéléologie. Certaines de ces grottes sont ouvertes aux visites publiques et les plus fameuses sont la Grotta Gigante, les grottes de Škocjan et la grotte de Postojna (Postumia en italien).
Le Carso est traversé par un riche réseau de sentiers, pédestres ou cyclables à vélo tout-terrain, qui parcourent un paysage très varié : des forêts boisées de pins noirs, des pâturages, jusqu'à la lande pierreuse karstique, en passant par la traditionnelle végétation karstique (hors zone urbaine). 
Le 29 octobre 2004, une partie du plateau fut désignée réserve de biosphère par l'Unesco sous le nom de Karst.

## Administration
Les communes suivantes font partie du Karst :
- en Italie (Frioul-Vénétie Julienne) :
  - dans la province de Gorizia :
    - Savogna d'Isonzo,
    - Doberdò del Lago,
    - Sagrado (partiellement),
    - Monfalcone (partiellement),
    - Fogliano Redipuglia (partiellement),
    - Ronchi dei Legionari (partiellement) ;

  - dans la province de Trieste :
    - Duino-Aurisina,
    - Sgonico,
    - Monrupino,
    - Trieste (partiellement),
    - San Dorligo della Valle (partiellement) ;
- en Slovénie (Littoral slovène) :
  - Miren-Kostanjevica,
  - Komen,
  - Sežana,
  - Divača,
  - Hrpelje-Kozina.

## Galerie

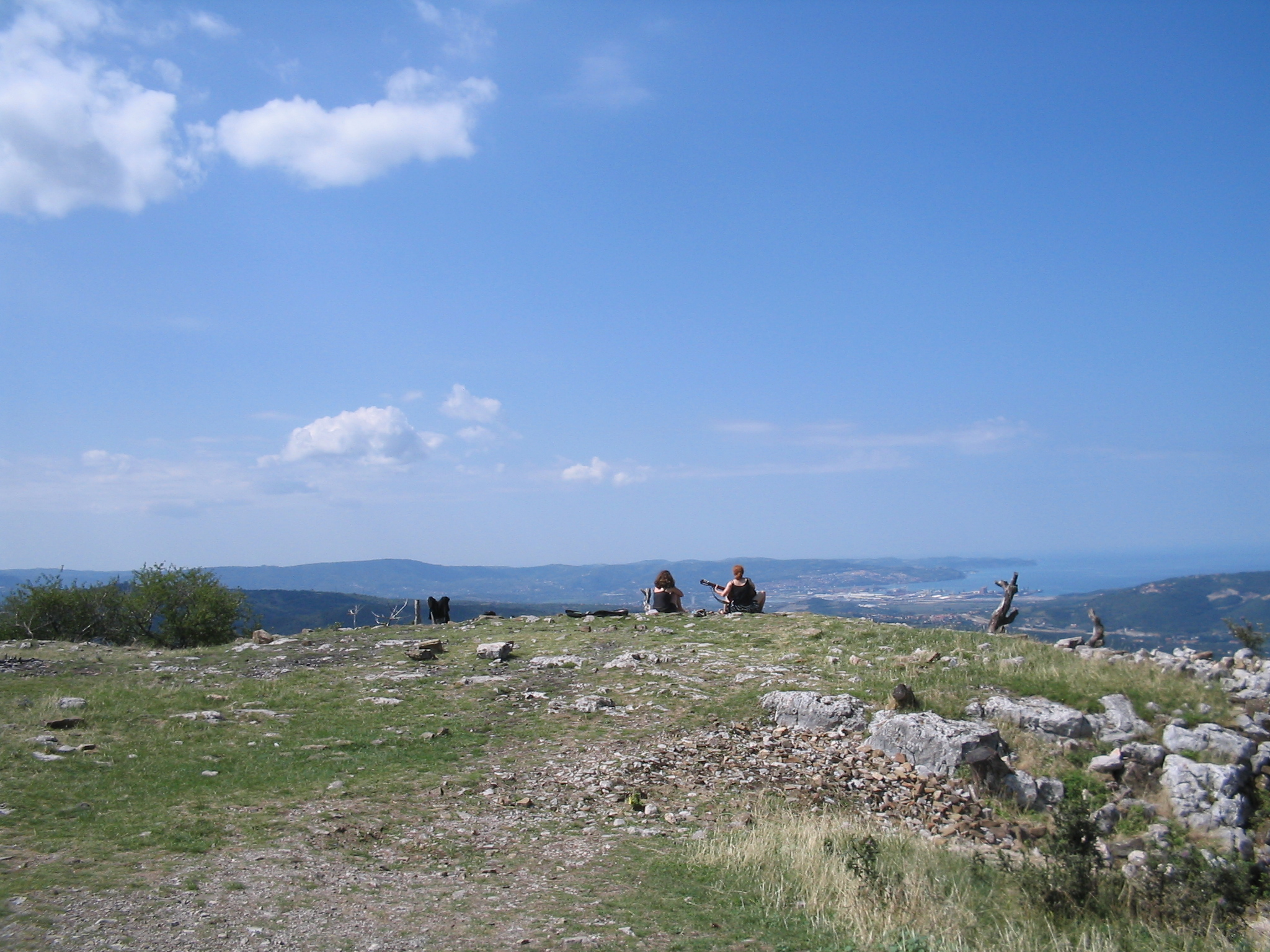
Le talus karstique avec, sur le fond, le golfe de Trieste.
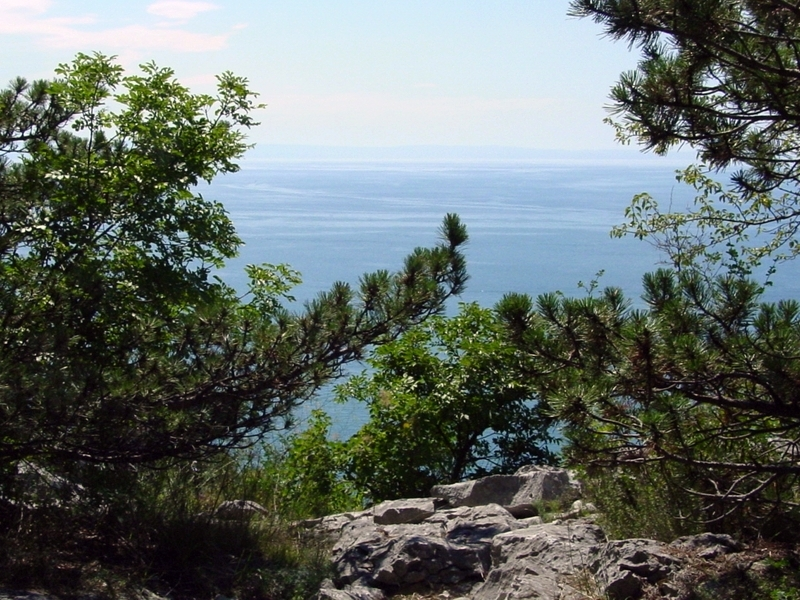
Vue de la mer du Carso.
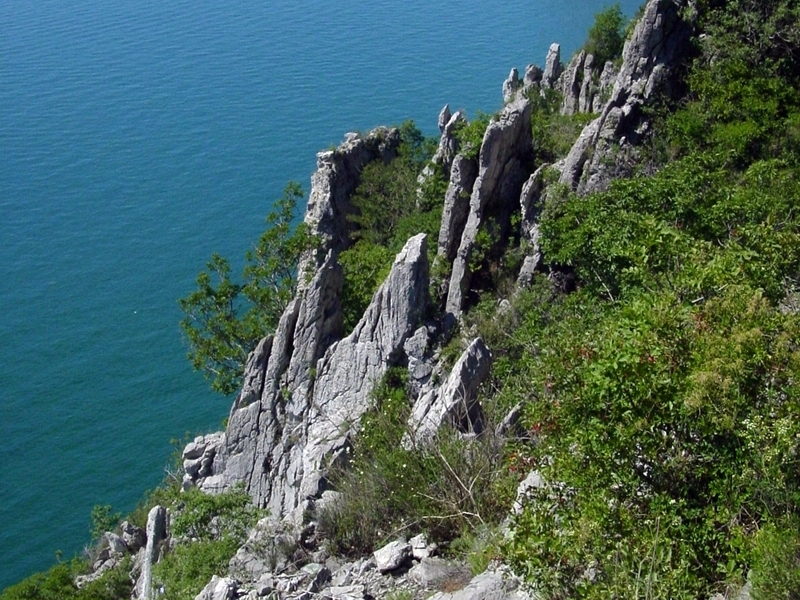
Le Carso en mer.
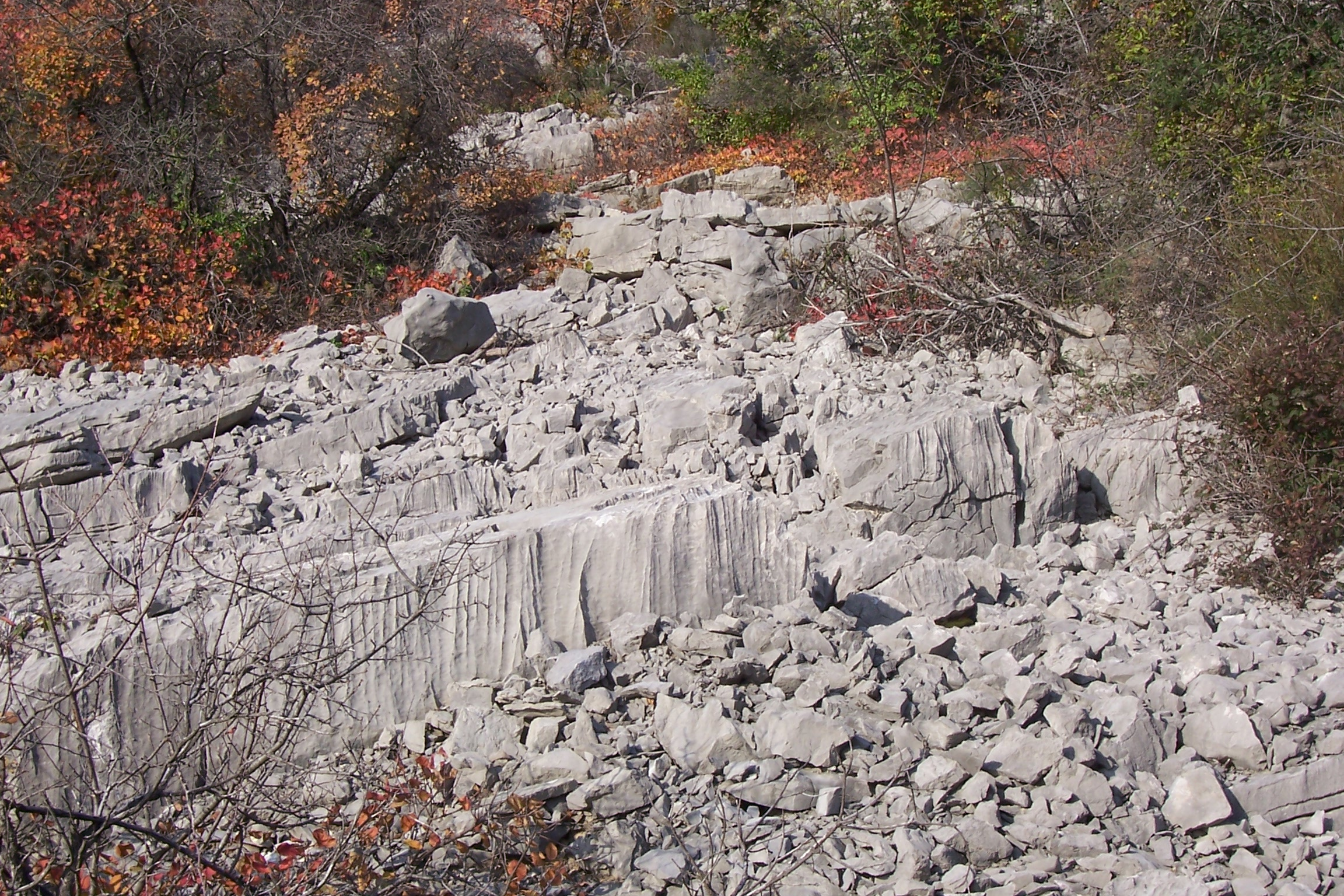
Pierraille voisine de Monfalcone.
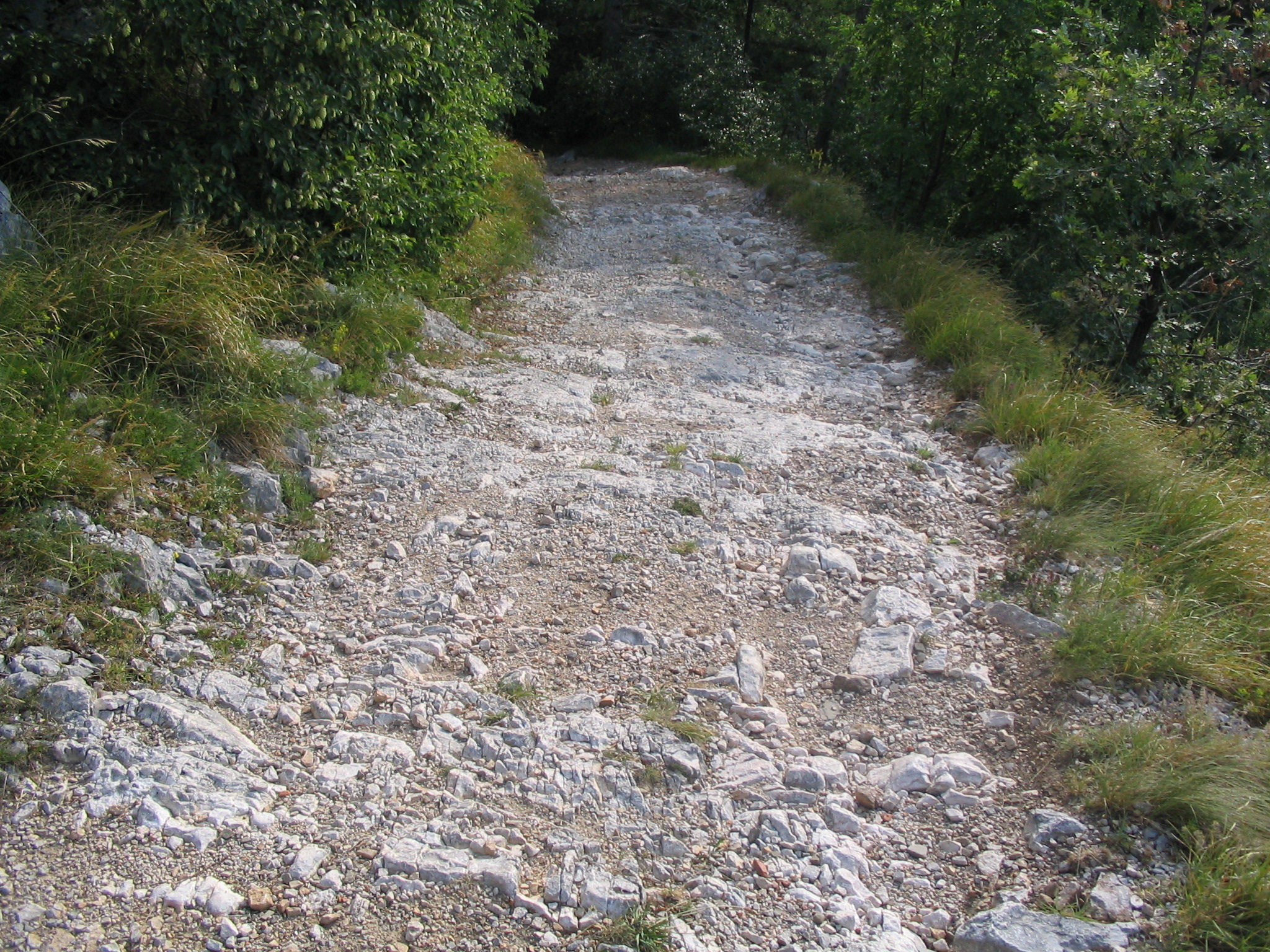
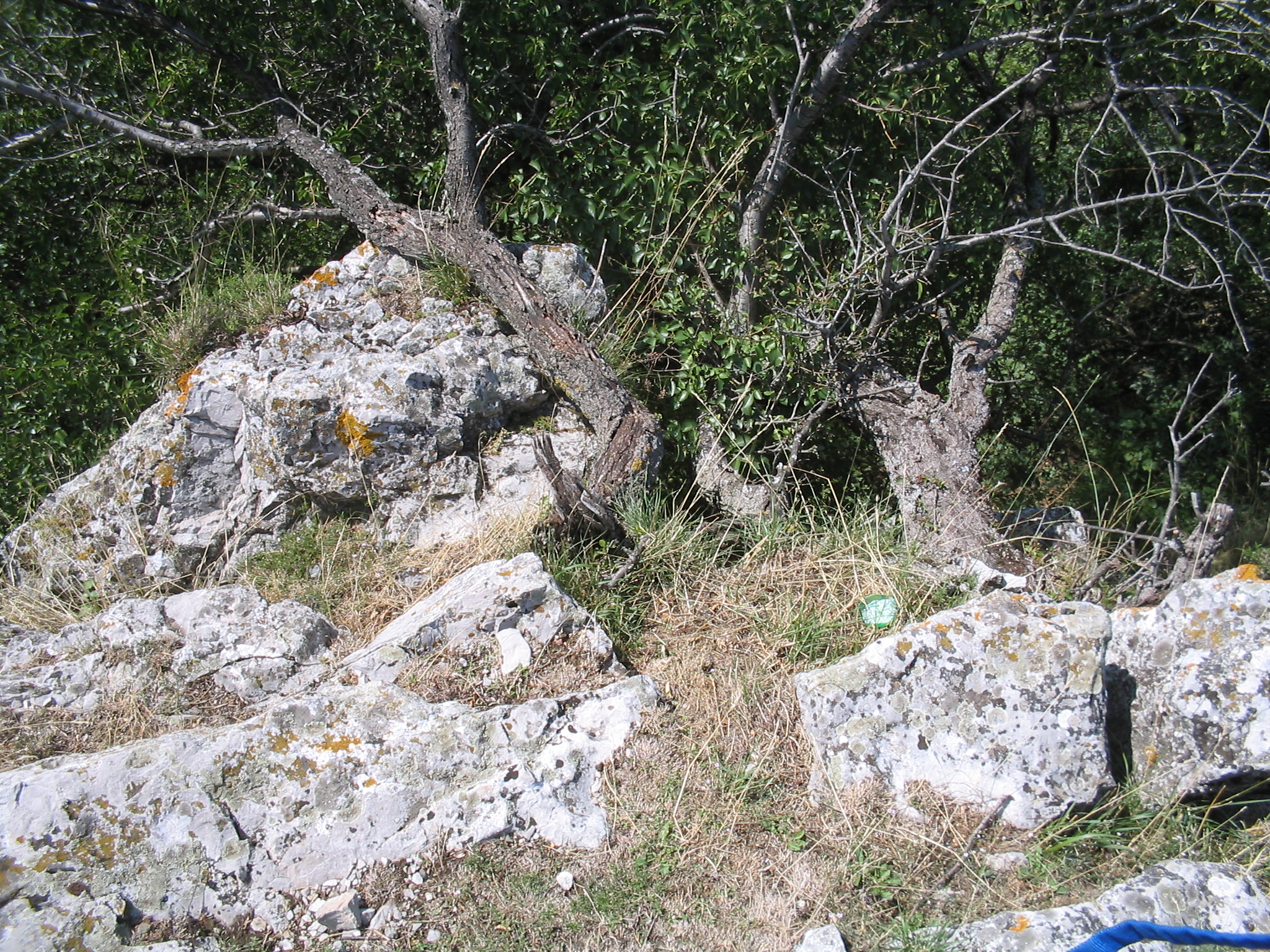
Plantes et roches.